# Довгодько, Иван Викторович
Ива́н Ви́кторович Довго́дько (15 января 1989, Киев) — украинский гребец, выступает за сборную Украины по академической гребле с 2010 года. Участник летних Олимпийских игр в Лондоне, чемпион Европы и мира, многократный победитель и призёр этапов Кубка мира, регат национального значения. На соревнованиях представляет спортивный клуб «Дзержинка», заслуженный мастер спорта Украины.

## Биография
Иван Довгодько родился 15 января 1989 года в городе Киеве, Украинская ССР. В детстве увлекался баскетболом, плаванием, байдаркой. Поскольку оба его родителя в прошлом были гребцами, сын со временем тоже пошёл в академическую греблю. Серьёзно заниматься этим видом спорта начал с двенадцати лет, проходил подготовку на киевской гребной базе «Зенит» под руководством тренера Раисы Семёновны Кирилловой, позже состоял в днепродзержинском спортивном клубе «Дзержинка», тренировался у Максима Анатольевича Мулярчука.
Первого серьёзного успеха добился в 2005 году, когда попал в юношескую сборную Украины и побывал на юниорском чемпионате мира в немецком Бранденбурге, откуда привёз медаль бронзового достоинства, выигранную в зачёте парных четырёхместных экипажей. Год спустя в той же дисциплине был четвёртым на юниорском первенстве мира в Амстердаме, ещё через год выиграл бронзу на аналогичных соревнованиях в Пекине, но на сей раз в двойках. В 2009 году выступал на молодёжном чемпионате мира в чешском городе Рачице, где стал серебряным призёром в четвёрках.
На взрослом международном уровне дебютировал в сезоне 2010 года, после того как на молодёжном чемпионате мира в Бресте выиграл ещё одну бронзу. Пробившись в основной состав украинской национальной сборной, съездил на взрослый чемпионат Европы в португальский город Монтемор-у-Велью, где тоже стал бронзовым призёром, и на чемпионат мира в Новую Зеландию, где в парных четвёрках закрыл десятку сильнейших. В 2011 году добыл бронзу на этапе Кубка мира в Мюнхене, одержал победу на молодёжном чемпионате мира в Амстердаме, занял двадцать второе место в зачёте взрослого первенства мира, прошедшего на Бледском озере в Словении, финишировал четвёртым на первенстве Европы в болгарском Пловдиве. Благодаря череде удачных выступлений удостоился права защищать честь страны на летних Олимпийских играх 2012 года в Лондоне — с четырёхместным парным экипажем, куда также вошли гребцы Сергей Гринь, Константин Зайцев и Владимир Павловский, дошёл до утешительного финала «Б» и расположился в итоговом протоколе на девятой строке. Кроме того, в этом сезоне выиграл серебряную медаль на чемпионате Европы в итальянском Варесе.
После лондонской Олимпиады Довгодько остался в основном составе украинской национальной сборной и продолжил принимать участие в крупнейших международных регатах. Так, в 2013 году в парных четвёрках он занял четвёртые места на европейском первенстве в испанской Севилье и на мировом первенстве в корейском Чхунджу. Сезон 2014 года получился одним из самых успешных в его карьере — в четвёрках последовали победы на чемпионате Европы в сербском Белграде и на чемпионате мира в Амстердаме. За выдающиеся спортивные достижения он удостоен почётного звания «Заслуженный мастер спорта Украины».
Имеет высшее образование, окончил Киевский политехнический институт, где обучался на факультете биотехнологии и биотехники. Его младшая сестра Наталия Довгодько тоже является знаменитой гребчихой, олимпийская чемпионка 2012 года в гонках парных четвёрок.

## Награды
- «Орден Данилы Галицкого» — За достижение высоких спортивных результатов на XXVII летней Универсиаде в Казани, самоотверженность и волю к победе, подъём международного авторитета Украины.[6]